# Mars 1834

## Événements
- 1er mars, France : texte hostile à Victor Hugo de Gustave Planche dans la Revue des deux Mondes.

- 15 mars - 15 avril, France : publication dans la Revue des Deux-Mondes de la préface et de la conclusion des Mémoires d'outre-tombe.

- 18 mars, Royaume-Uni : affaire des « martyrs de Tolpuddle » : six ouvriers agricoles sont déportés pour sept ans en Australie pour avoir exigé un serment de fraternité à leurs camarades adhérents au Grand National Consolidated Trades Union.

- 19 mars, France : chez Renduel : Littérature et Philosophie mêlées de Hugo, 2 vol.

- 25 mars, France : une loi qui limite le droit d'association est votée.

- 31 mars, France : la Chambre des députés rejette la ratification de l’accord avec les États-Unis concernant l’indemnisation des dommages causés par les corsaires français. Démission du duc de Broglie et du général Sébastiani et remaniement ministériel avec le départ de Barthe et du comte d’Argout et l’arrivée de Duchâtel et de Persil.

## Naissances
- 16 mars : James Hector (mort en 1907), géologue, naturaliste et chirurgien écossais.
- 17 mars : Gottlieb Daimler, ingénieur allemand, conçoit la première voiture.
- 24 mars : William Morris, peintre, écrivain et designer textile britannique († 3 octobre 1896).

## Décès
- 5 mars : Leopoldo Cicognara (né en 1767), archéologue et historien italien.
- 12 mars : Karl Wilhelm Feuerbach (né en 1800), mathématicien allemand.